# Jürgen Gansel
Jürgen Gansel (Leverkusen, 6 de julho de 1976) é um empresário, historiador e político neonazista alemão, filiado ao partido Partido Nacional Democrata Alemão (NPD).